# Nanoplastik
Nanoplastik (abgekürzt: NP), auch Nanokunststoffe genannt, ist die Bezeichnung für eine weltweit anzutreffende, anthropogene Umweltverschmutzung durch winzigen Kunststoffpartikeln, die so klein sind wie andere Nanopartikel. Mit einer Größe von 1 bis zu 1000 nm noch kleiner sind als Mikroplastik.
Mittlerweile wurden Nanopartikel aus Polymeren sogar in Körperzellen nachgewiesen. Im Jahr 2024 wurde der Nachweis erbracht, dass die eingelagerten Partikel bei der Zellteilung an neu gebildete Zellen weiter gegeben werden und die Ausbreitung von Tumoren fördern können.
Bereits 2015 gingen Wissenschaftler davon aus, dass jährlich zwischen vier und zwölf Millionen Tonnen Kunststoff über die Gewässer in Meere und Ozeane gelangten. Von gesundheitlichen Beeinträchtigungen durch Nanoplastik sind auch Menschen und Tiere betroffen, da es nicht nur über die Nahrung aufgenommen und so Teil der Nahrungskette wird, sondern darüber hinaus die Zellmembran lebender Organismen schädigen kann. Da Kunststoffpartikel überall und weltweit in der Umwelt zu finden sind, rechnen Wissenschaftler mit weitreichenden globalen Effekten. Ergebnisse bisheriger Studien verdeutlichen, wie wichtig es ist, Kunststoffabfälle so schnell wie möglich effizient zu reduzieren.

## Definition
Nanoplastik besteht aus Kunststoffpartikeln, die entweder bei der Produktion von Kunststoffen oder bei deren Degradation entstehen und eine Größe zwischen 1 und 1000 nm aufweisen.
Einige Studien definieren Nanoplastik jedoch als Nanopartikel, die nicht größer als 100 nm im Durchmesser sind.

## Entstehung
Kunststoffteilchen, die vom Menschen absichtlich in sehr kleinen Größen hergestellt werden, bezeichnet man als „primäre Plastikpartikel“. Sie werden unter anderem als Bestandteile von Kosmetikprodukten sowie in der Forschung und Diagnostik verwendet.
Sogenanntes „Sekundärplastik“ entsteht durch die Degradation langlebiger Polymere, welche sich, unter der Einwirkung von Sonne, Wind oder Wasser, immer weiter verkleinern. Da größere Plastikpartikel mittelfristig zu kleineren Teilen zerfallen, ohne sich aufzulösen, werden immer größere Mengen von Mikro- und Nanoplastik, in Wasser, Luft und Boden nachgewiesen.

## Verbreitung
Das größere Mikroplastik, seine globale Verbreitung (bis in entlegene Gebiete wie die Arktis) und seine schädigende Wirkung auf menschliche und tierische Zellen sind deutlich besser erforscht als die vielfältigen Auswirkungen des kleineren Nanoplastiks.

### In der Umwelt
Nanoplastik konnte sowohl in Ozeanen, sonstigen Gewässern, Böden und der Biosphäre nachgewiesen werden, als auch in lebenden Organismen (wobei Pflanzen, Tiere und Menschen betroffen sind). Verschmutzung durch Kunststoffpartikel ist in fast allen Ökosystemen der Welt präsent, wobei mit der Erforschung des Gesamtumfanges, in dem insbesondere kleinste Partikel präsent sind, erst begonnen wurde, da deren Nachweis mit einem hohen technischen Aufwand verbunden ist. Es ist bereits sicher, dass Konzentration und Anzahl der Nanoplastikpartikel sich auf deren Toxizität für das Ökosystem auswirken.
Ausgehend von den wichtigsten Verursachungegebieten, zu denen insbesondere Städte zählen, verbreitet sich Nanoplastik, über die Luft, teilweise über Strecken von bis zu 2.000 Kilometern. Dabei können die Partikel auch aus den Ozeanen über die Gischt der Wellen von der Luft aufgenommen und bis auf hohe Berge transportiert werden.

### In Lebewesen / Im menschlichen Körper
Wenn Menschen (oder Tiere) Nanoplastik einatmen, gelangt es tief in die Lungen und kann so den Blutkreislauf erreichen. Im Jahr 2022 wurde Nanoplastik (welches außerhalb der Fachliteratur oft als „Mikroplastik“ bezeichnet wird) erstmals als Fremdbestandteil im menschlichen Blut nachgewiesen.
Forschende der Medizinischen Universität Wien stellten fest, dass Nanoplastik, im Gegensatz zu Mikroplastik nicht nur (über die Nahrungsaufnahme) den menschlichen Verdauungstrakt erreicht und sich dort ablagert, sondern in Zellen eingelagert werden. In den Körperzellen verbleiben die Nanopartikel nicht nur deutlich länger, als bisher angenommen, sondern werden bei der Zellteilung an neu gebildete Zellen weitergegeben. Zudem gibt es Anhaltspunkte dafür, dass die eingelagerten Plastikpartikel die Ausbreitung von Tumoren fördern könnten.
Mit Hilfe einer speziellen Raman-Spektroskopie (im Mikrobereich) wurden 2022 erstmals Plastikverbindungen in Muttermilch nachgewiesen. Neben Polyethylenen, wurden beispielsweise Polyvinylchlorid und Polypropylen-Verbindungen entdeckt, deren Größe zwischen 2 und 12 µm lag.
Der Nachweis einer Reihe von Plastikverbindungen im Sperma von Hunden und Menschen, gilt als Hinweis dafür, dass diese auch die Fruchtbarkeit beeinflussen könnten. Bei wissenschaftlichen Untersuchungen wurden insgesamt 12 unterschiedliche Plastikverbindungen in der Samenflüssigkeit nachgewiesen, wobei auch das Material vertreten war, aus dem Plastikflaschen hergestellt werden. Keine der Proben war frei von Plastikbestandteilen mit 328,44 µg/g waren die Werte bei den menschlichen Proben mehr als doppelt so hoch wie die der Hunde (bei denen durchschnittlich 122,63 µg/g nachgewiesen wurden). Beunruhigend ist dabei die Tatsache, dass die Hoden haben – ebenso wie das Gehirn – durch die Blut-Hirn-Schranke geschützt sein sollten, die nun offensichtlich von den Plastikpartikeln überwunden wurde.

## Erforschung
Das tatsächliche Ausmaß der Verunreinigung durch Nanoplastik sowie die Folgen für das Ökosystem und potenzielle Gefahren werden aktuell noch erforscht. Für den Nachweis und die Auszählung der winzigen Partikel, z. B. in Flüssigkeiten, stehen noch keine technisch ausgereiften Methoden zur Verfügung, die kostengünstig und (anteilig) automatisiert sind. Mittels Fluoreszenzmikroskopie lässt sich mit Nilrot angefärbtes Nanoplastik oberhalb eines Durchmessers von 45 nm (Nanometern) durch Einzelpartikelverfolgung sichtbar machen. Angaben zu Größe und Stoffmengenkonzentration von Nanoplastik werden auf diese Weise ermöglicht.
Ein Teil des Nanoplastiks erreicht den menschlichen Körper über Nahrungsmittel wie Fisch, Muscheln oder Garnelen. Da die Filteranlagen Kunststoffpartikel in Nanometer-Größe bisher nicht vollständig eliminieren können, wird ein Teil des Nanoplastiks über das Trinkwasser aufgenommen.
An der Universität Leipzig wurde der Nachweis erbracht, dass winzige PET-Partikel nicht nur von Menschen und Tieren durch Nahrung sowie Wasser aufgenommen wird, sondern sich auch in bestimmten Organen ansammelt. Durch Tierversuchen wurde deutlich, dass sich das Nanoplastik in Leber, Darm, Niere und Gehirn anreicherten. Darüber hinaus führt es zu Veränderungen des Stoffwechsels, sowie zu Verhaltensanomalien bei Embryonen, bei denen weniger Bewegungen beobachtet wurden, wenn sie einer höheren Konzentration von Nanoplastik ausgesetzt waren. Rückschlüsse über mögliche Auswirkungen auf die menschliche Gesundheit konnten zum Zeitpunkt der Studie (2023) noch nicht gezogen werden.
Wissenschaftler drängen auf umfangreichere Untersuchungen hinsichtlich der agrarökologischen Toxizität von Nanoplastik und seine gesundheitlichen Auswirkungen auf Lebewesen, die es mit der Nahrung und dem Wasser aufnehmen, sowie die Abschätzung der Auswirkungen auf unterschiedliche Ökosysteme.

## Eigenschaften und Auswirkungen
Nanopartikel sind in der Lage, Zellmembranen zu überwinden, in Organe einzudringen und sich durch Bioakkumulation in lebenden Organismen anzureichern.
Mittlerweile (Stand 2021) steht fest, dass Mikro- und Nanoplastik Auswirkungen auf Böden sowie auf bodenbewohnende Mikroorganismen und Pflanzen hat und über pflanzliche Nahrung Tiere und den Menschen erreicht.
Außerdem konnten bereits negative Auswirkungen auf das Wachstum der Grünalge Scenedesmus obliquus (Gattung Scenedesmus) sowie auf die Vermehrung des Wasserflohs (Daphnia magna) nachgewiesen werden.
An Polystyrol-Nanopartikeln wurde nachgewiesen, dass sie sich darüber hinaus auch auf die Interaktion zwischen Wirt und Parasit auswirken. So hemmen sie in hoher Konzentration das Wachstum von Cyanobakterien, interagieren aber bereits in niedriger Konzentration mit der Oberfläche der Bakterien. Ansammlungen von Nanopartikeln an der Bakterienoberfläche reduzieren die Infektion mit parasitären Pilzen.
Um weitere, potentielle Risiken genauer benennen zu können, werden insbesondere mehr Angaben über die in der Natur vorhandene Menge der freigesetzten Partikel benötigt sowie deren Ursprung, die Abbauprozesse, die Größe und die Auswirkungen auf das betroffene Ökosystem. Für die weitere Erforschung mangelt es bislang, trotz mehrerer Laborstudien, an den notwendigen Felddaten zur Freisetzung von Nanopartikeln in die Umwelt.
In der Trinkwasseraufbereitung werden durch die Sandfilter rund 99,9 % des im Rohwasser vorliegenden Nanoplastiks entfernt.